# Xserve
 (octobre 2024).
Si vous disposez d'ouvrages ou d'articles de référence ou si vous connaissez des sites web de qualité traitant du thème abordé ici, merci de compléter l'article en donnant les références utiles à sa vérifiabilité et en les liant à la section « Notes et références ».

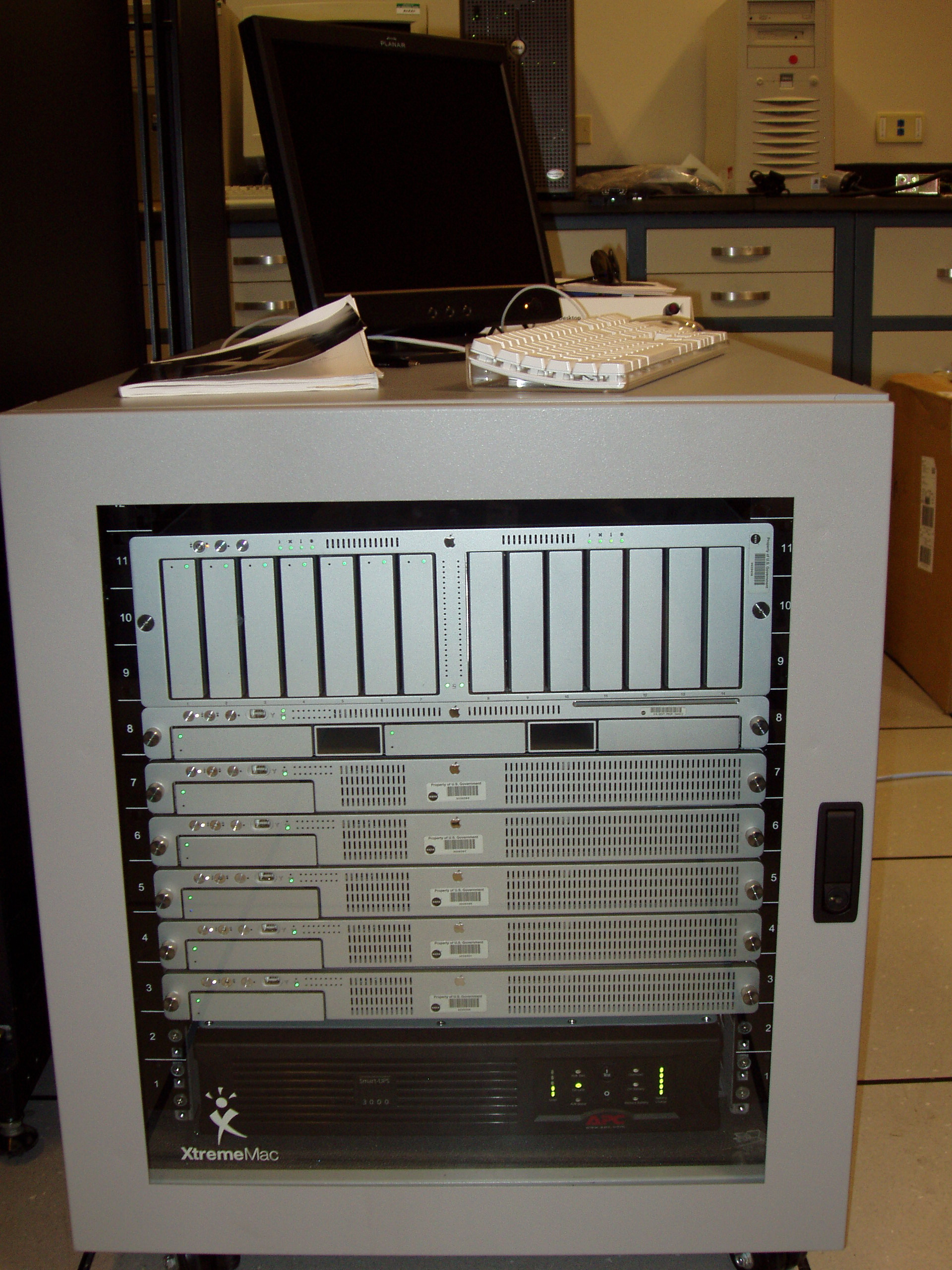
Un cluster de Xserve G5 et Xserve RAID de la NASA

Le Xserve est une gamme de serveurs Macintosh en rack 1U commercialisée par Apple entre mai 2002 et janvier 2011.
L'Xserve était vendu avec une licence illimitée de son système d'exploitation (sauf le modèle cluster node), Mac OS X Server.

## Xserve G4

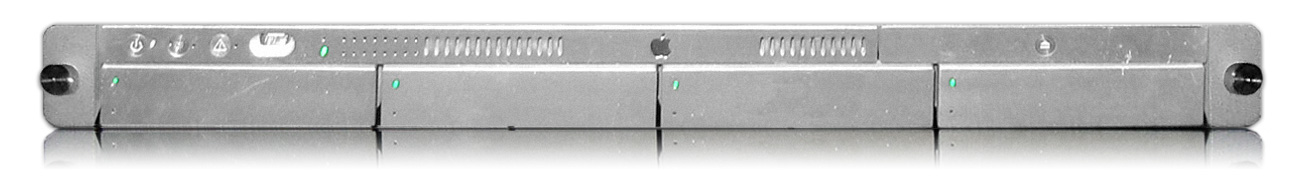
Xserve G4

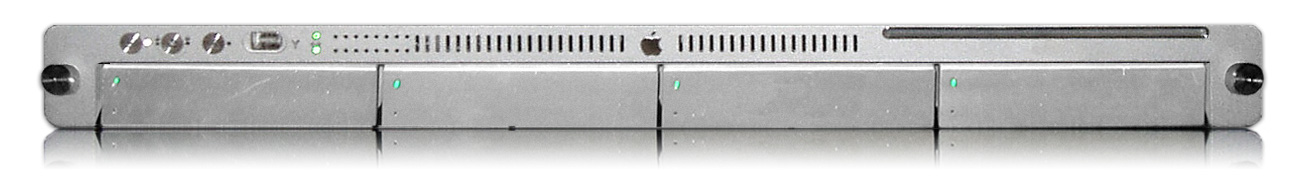
Xserve G4 (2e génération)

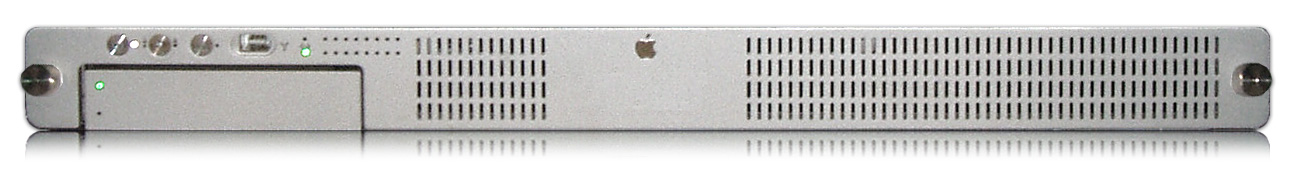
Xserve Cluster Node

Les premiers modèles d'Xserve embarquaient un ou deux processeurs PowerPC G4 à 1 GHz, jusqu'à quatre disques durs IDE et une carte vidéo.
En février 2003, la gamme a été mise à jour avec un processeur plus puissant à 1,33 GHz. Une version « cluster node » fut aussi disponible dès mars 2003 : ce modèle, destiné au calcul scientifique intensif, possédait deux processeurs, ne pouvait contenir qu'un seul disque dur, et était fourni sans lecteur optique ni carte vidéo.

## Xserve G5

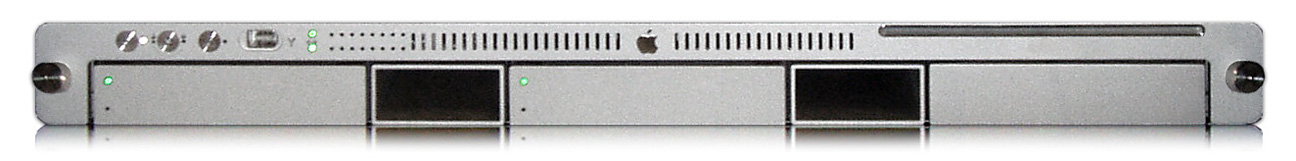
Xserve G5

En septembre 2003 il fut remplacé par le Xserve G5, doté d'un ou deux processeurs PowerPC G5 cadencés à 2 GHz. Pour des raisons de refroidissement il ne pouvait contenir que trois disques durs au maximum. La version minimum du système d'exploitation est 10.3 « Panther server ». En janvier 2005 un modèle biprocesseur cadencé à 2,3 GHz remplace la version 2 GHz.

## Xserve Xeon
Apple a annoncé lors de la conférence développeur d'août 2006 le passage des Xserve vers l'architecture Intel, avec des nouveaux modèles équipés de deux processeurs bi-cœur Xeon Woodcrest. Ils se distinguent également par l'ajout d'un port vidéo intégré, d'une alimentation redondante et d'un système de gestion Lights-out intégré, utilisable en particulier pour démarrer ou redémarrer le Xserve à distance. Ce modèle doit être disponible courant octobre 2006.

## Xserve RAID

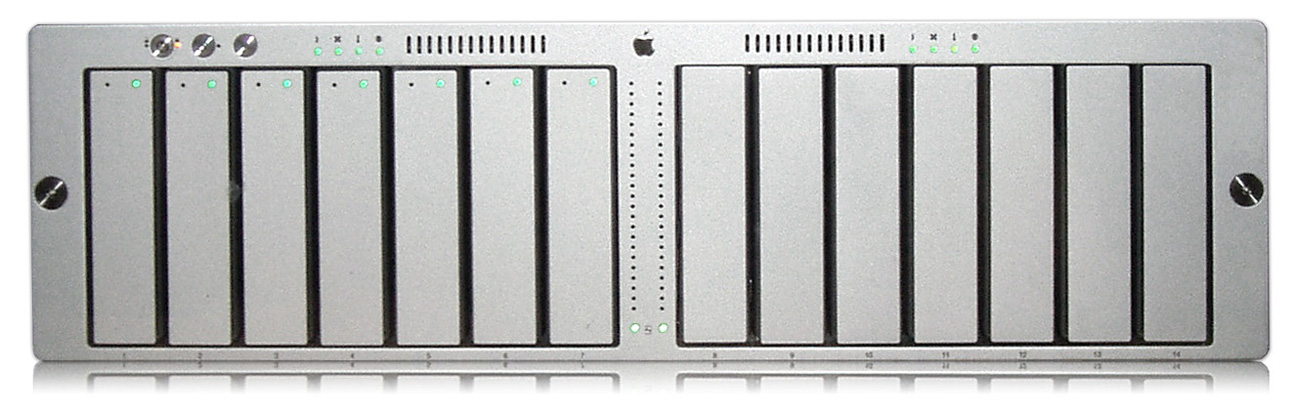
Xserve RAID

Un Xserve RAID au format rack 3U, pour stocker les informations en masse est aussi disponible depuis début 2003.
Mais en raison de sa mauvaise rentabilité, il a été abandonné le 19 février 2008. Désormais, Apple propose les systèmes RAID de Promise.

## Arrêt de la commercialisation
Près de 8 ans après le début de la commercialisation des solutions serveur Xserve, Apple a annoncé la cessation de l'activité de la branche Xserve à compter du 31 janvier 2011.